# Espasmo mioclónico
El espasmo mioclónico, también conocido como mioclono nocturno, mioclonía del sueño o sacudida hípnica, es un movimiento involuntario y repentino de las extremidades que ocurre al inicio del sueño. La sacudidas pueden llegar a despertar a la persona y, en la mayoría de los casos, se trata de un fenómeno aislado y benigno carente de significación clínica. Afecta a entre 60 y 70 % de la población.
Físicamente, el espasmo mioclónico es similar al "sobresalto" que sufre una persona sorprendida. A menudo va precedido por una sensación de caída. Se ha observado que está asociado con un pulso y respiración aceleradas, sudoración e incluso «una rara sensación de 'shock' o 'caer en la nada'». En algunas ocasiones pueden ser causado por «fatiga, estrés, privación del sueño, ejercicio vigoroso y estimulantes, como la cafeína y la nicotina».
Durante las etapas iniciales del sueño, el sistema de activación reticular, responsable de la regulación del estado de vigilia, y el núcleo ventrolateral preóptico, encargado de controlar la somnolencia, compiten por el control del sistema motor. A medida que se produce la parálisis del sueño, el núcleo obtiene el control del sistema y el restante de «energía diurna estalla en movimientos que parecen ser aleatorios». Los espasmos mioclónicos son el «último intento de control por parte del sistema motriz diurno».